# ᇚ
ᇚ 또는 ꥯ(미음기역)은 ㅁ과 ㄱ의 합자이다.

## 역사
한글 맞춤법 통일안(1933)에 ‘구멍’의 옛말 ‘구ᇚ’과 ‘나무’의 옛말 ‘나ᇚ’을 표기하기 위한 받침으로 쓰였다. 오늘날에는 두 낱말 ‘구ᇚ'과 '나ᇚ' 모두 속담에서만 볼 수 있다.
 ᇚ 바침
구ᇚ(穴)  나ᇚ(木)
— 《한글 맞춤법 통일안》(1933) 제3장 제5절 (제11항)

탱자는 탱자나ᇚ에 매달려 잠을 자고,

자두는 자두나ᇚ에 매달려 잠을 자고,

살구는 살구나ᇚ에 매달려 잠을 자고,

아가는 엄마 등에 업혀서 잠을 자고.
— 윤석중, 〈자장가 세 편〉 중 〈탱자는 탱자나ᇚ에 - 모차르트 곡조에 맞춤〉, 《부인경향》 제1권 제2호 (1950년 2월), 23쪽

한편 19세기까지 ‘나무’를 ‘나모~나ᇚ’으로 썼던 기록은 있었지만 글로 쓸 때는 연철을 했기 때문에 20세기까지 ᇚ 받침은 나타나지 않았다.
불휘 기픈 남ᄀᆞᆫ ᄇᆞᄅᆞ매 아니 뮐ᄊᆡ
— 《용비어천가》(1447)

## 문자 코드
| 종류                  | 종류           | 글자   | 유니코드 | HTML     |
| --------------------- | -------------- | ------ | -------- | -------- |
| 한글 호환 자모        | 한글 호환 자모 | (없음) | (없음)   | (없음)   |
| 한글 자모 영역        | 첫소리         | ꥯᅠ     | U+A96F   | &#43375; |
| 한글 자모 영역        | 끝소리         | ᅟᅠᇚ     | U+11DA   | &#4570;  |
| 한양 사용자 정의 영역 | 첫소리         |     | U+F7A9   | &#63401; |
| 한양 사용자 정의 영역 | 끝소리         |     | U+F8AB   | &#63659; |
| 반각                  | 반각           | (없음) | (없음)   | (없음)   |